# Lebon Régis
Lebon Régis es un municipio brasileño del estado de Santa Catarina. Tiene una población estimada al 2022 de 11 472 habitantes. Pertenece a la Región metropolitana de Contestado.

## Toponimia
El nombre es en honor al general catarinense Gustavo Lebon Régis, quien fue secretario general del Estado de Santa Catarina entre 1912 y 1916 y planeó el ataque a Taquaruçu.

## Historia
La localidad fue poblada hacia 1895, con la llegada de pobladores provenientes de Santa Catarina y Paraná. El lugar fue escenario de la Guerra del Contestado, incluida una batalla en la localidad de Santa María, parte del actual municipio.
Conocida como aldea de Santo Antônio do Trombudo, se convirtió en distrito en 1934 y pasó a llamarse Lebon Régis. En 1938 alcanzó el estatus de Freguesia. El municipio se formó el 19 de diciembre de 1958, combinando el distrito de São Sebastião do Sul del norte de Lebon Régis.